# Островјец Свјентокшиски
Островјец Свјентокшиски (пољ. Ostrowiec Świętokrzyski) је град у Пољској у Војводству Светокришком у Повјату ostrowiecki. Према попису становништва из 2011. у граду је живело 73.681 становника.

## Становништво
Према прелиминарним подацима са пописа, у граду је 2011. живело 73.681 становника.
| 2002.  | 2011.  | 2012.  |
| ------ | ------ | ------ |
| 75.639 | 73.681 | 72.871 |

## Партнерски градови
- Пинето